# 成田紗矢香
成田 紗矢香（なりた さやか、1980年1月26日 - ）は、日本の女性声優。81プロデュース所属。千葉県出身。

## 来歴
4歳の頃から劇団四季のミュージカルのビデオを毎日のように観ており、セリフや歌を全て覚えてしまうほどだったという。「大きくなったらこんな事をする人になるんだ!」と舞台や芸能界に興味を抱いていたという。一方、食品サンプルを作る職人にも憧れていたという。
声優との出会いは、17歳の時にラジオの朗読コーナーのオーディションに合格したことである。マダラプロジェクト（大塚英志事務所 / 物語環境開発）制作のラジオ番組『夢さめ戦隊 S-nery』にて、脚本の元・漫画家白倉由美による「リーディングストーリーを読んでくれる女の子募集」に応じて採用。1997年（平成9年）3月、同番組の第24回にてラジオデビューする。その後同シリーズパーソナリティとなり、『夢さめ戦隊 また西へ』以降は1999年（平成11年）半ばまで同シリーズの中心的役割を演じることになる（一時、物語環境開発に所属しながら東放学園声優科に通っていた時期がある）。
1998年（平成10年）3月28日には「ロリータ℃」としてライブも行われた（ライブ開催当時、収支状況によっては定期開催すると大塚英志が豪語したが、結局1回のみの開催となった）。
同じ声優の千葉千恵巳、脚本家の金巻兼一らとともにバンド（アル・ルカン、ゆら）を組み、ライブなどの活動もしていた。
大塚英志関係の仕事を辞めてからしばらくの間フリーで活動していたが、2003年（平成15年）より81プロデュースの預かりとなり、2004年（平成16年）よりジュニアに昇格。
2009年（平成21年）4月から2010年（平成22年）12月まで『東京アニメセンターRADIOw』の公開録音を毎週行い、様々な顔を出した。
2016年（平成28年）11月4日公式ブログにて声優の逢坂力との入籍を公表。

## 人物
声種はソプラノ。
アニメ、ラジオ、吹き替え、テレビ番組などで活躍。
趣味・特技はスケート、絵画、イラスト。
座右の銘は「自分がそうしてもらえたら嬉しいように、相手に接すること」。

## 出演
太字はメインキャラクター。

### テレビアニメ
時期不明
- ちびまる子ちゃん（みきちゃん）

2002年
- 藍より青し（2002年 - 2003年、美幸繭、つるべ）- 2シリーズ

2003年
- アソボット戦記五九（チョコ）
- 京極夏彦 巷説百物語
- デ・ジ・キャラットにょ（音楽教師、ジェニファー）
- のりスタ!（マナブ君）
- まっすぐにいこう。（生徒）
- まぶらほ（工藤魔琴）

2004年
- じゃがいぬくん（チェリーマウス弟、かめろん）
- とっとこハム太郎（サボテンブラザーズA）
- わがまま☆フェアリー ミルモでポン! わんだほう（グルミ族）

2005年
- ああっ女神さまっ（2005年 - 2006年、ジュンペイ、テニス部員、女子生徒、男の子、カップルの女性）- 2シリーズ
- ガラスの仮面（小宮、記者B）
- かりん（女生徒B）
- ガンパレード・オーケストラ（渡部愛梨沙）
- 地獄少女（2005年 - 2007年、亜矢の取り巻き、来生洋子）- 2シリーズ
- だめっこどうぶつ（ちー子）
- ふしぎ星の☆ふたご姫（女の子）
- マシュマロ通信（女子生徒）
- メルヘヴン（女生徒、少女）

2006年
- いぬかみっ!（女学生）
- イノセント・ヴィーナス（メイド）
- 桜蘭高校ホスト部（秋鹿百合子、北御門梢）
- きらりん☆レボリューション（梅村さくら、円宗律子、ブタ、子ゾウ、ファン）
- 銀魂（2006年 - 2018年、結野アナ / 結野クリステル、子供、バカップル女、けんちゃん、月島百合）- 4シリーズ
- シルクロード少年 ユート（美麗）
- 武装錬金
- しずくちゃん シリーズ（2006年 - 2013年、みるみるちゃん、レティ、ミミちゃん）- 3シリーズ
- ウサハナ 夢見るバレリーナ（サクラちゃん）
- xxxHOLiC（友人A）
- MAJOR 2nd season（ゆか）

2007年
- 神曲奏界ポリフォニカ（ミサキ）
- 地球へ…（ニナ）
- 東京魔人學園剣風帖 龖（遠野杏子）- 2シリーズ
- はぴはぴクローバー（ちま）
- パンプキン・シザーズ（マリエル）

2008年
- H2O -FOOTPRINTS IN THE SAND-（いずみ）
- しゅごキャラ!（2008年 - 2010年、クスクス）- 3シリーズ
- バンブーブレード（女生徒A）
- 魔人探偵脳噛ネウロ（子供、店員）
- ロザリオとバンパイア（女）
- ワールド・デストラクション 〜世界撲滅の六人〜（ベル）

2009年
- アキカン!（メロン）
- 極上!!めちゃモテ委員長（隣子）

2010年
- ハートキャッチプリキュア!（松本きょうこ）
- FAIRY TAIL（2010年 - 2024年、リオン〈少年時代〉、アリエス） - 3シリーズ
- メタルファイト ベイブレード（2010年 - 2011年、ドーラ）- 2シリーズ
- ロビンくんと100人のお友達（ジョーイ）

2015年
- どちゃもん じゅにあ（ぱぴっぷる、がんぐろう）

### OVA
- ぴよこにおまかせっ!（2003年、キュルちゃん）
- アキカン!（2009年、メロン）※小説第9巻限定版付属DVD
- FAIRY TAIL 〜妖精学園 ヤンキー君とヤンキーちゃん〜（2011年、アリエス）
- ふたりエッチ（第3期）（2014年、椎名庄子[13]）

### ゲーム
1997年
- クイズ きらめきスターロード（橘香織）

1998年
- ドリーム・ジェネレーション 〜恋か? 仕事か!?…〜（風巻理奈）
- 英雄志願 -Gal Act Heroism-（さやか）

2005年
- 藍より青し（美幸繭）
- 魔探偵ロキ RAGNAROK 魔妖画 〜失われた微笑〜（御厨沙由紀）

2006年
- ガンパレード・オーケストラ 白の章 〜青森ペンギン伝説〜（渡部愛梨沙）
- Memories Off 〜それから again〜（鷺沢縁）
- イリスのアトリエ グランファンタズム（フェニル、エア、エバ）
- メルヘヴン カルデアの悪魔 / 忘却のクラヴィーア（ウィート、イズネ） - 2作品
- ロックマンロックマン（タイムマン）

2007年
- 銀魂 万事屋ちゅ〜ぶ ツッコマブル動画（結野アナ）

2009年
- シャイニング・フォース クロス

2010年
- メタルファイト ベイブレード ポータブル 超絶転生! バルカンホルセウス（ドーラ）
- burst error -EVE The 1st.-（桂木弥生）

2018年
- 銀魂乱舞（結野クリステル）

### ドラマCD
- 鉄拳2（ミゲル）
- ブレス オブ ファイアIII ドラマアルバム（1997年、バンビ）
- ZEST CD BOOK Vol.3 フォトジェニック（1998年、白鈴音）
- サウンド・ストーリー MPD-PSYCHO（1998年、ロリータ℃）
- ミルナの禁忌 サウンド・ストーリー（1998年、白楽天ミルナ）
- クイズなないろDREAMS 虹色町の奇跡 ドラマアルバム（1999年、友人B(女)、女生徒B）
- 超鉄大帝テスラ Audio Drama（1999年、王木蓮）
- ドラマCD ふしぎ遊戯 玄武開伝 五（2007年、遊女）
- アキカン!（2008年、メロン）

### 吹き替え

#### 映画
- サンタ・バディーズ 小さな5匹の大冒険
- スペース・バディーズ 小さな5匹の冒険
- ライラの冒険 黄金の羅針盤（ジェレミー）※ テレビ朝日版

#### テレビドラマ
- アンデルセン・ストーリーズ（ソフィー）
- オンエアー（アン・ダジョン）
- コーリー ホワイトハウスでチョー大変!（ソフィー）
- ドレイク&ジョシュ（メーガン・パーカー）

#### アニメ
- ルビー・グルーム（2007年、アイリス、ピーター）
- リトル・マーメイドIII はじまりの物語（2008年、アンドリーナ）
- ミニーのリボンショー（2013年、ミリーマウス）[14]
- ミッキーマウス クラブハウス「ミニーのふゆのリボンショー」DVD『ミニーのたのしいリボンショー』収録（2015年、ミリーマウス）
- ミッキーマウスとロードレーサーズ（2018年、メロディマウス）
- マペット・ベビー（2020年、スキーター）

### オーディオブック
- 青春絶対つぶすマンな俺に救いはいらない。（2021年[15]、小野寺薫[16]）

### ラジオ
※はインターネット配信。
- 声優志願の英雄志願（1997年、ラジオ関西）
- 夢さめ戦隊 また西へ（1997年、ラジオ関西）
- 夢さめ戦隊 まだ、西へ 秘密結社くらげ会（1997年、ラジオ関西）
- 物語創作講座 どらまツクール（1997年、毎日放送・アール・エフ・ラジオ日本）
- アリスの憂鬱（1998年、ラジオ関西）
- ヴァニラの秘密（1998年 - 1999年、ラジオ関西）
- ウィッシュテイル（1999年、ラジオ関西）
- アクターズゲイト2+81（2005年 - 2006年、文化放送・BSQR489）
- まるごとステーションpresents ハイブリッドJAM（2006年、文化放送）
- MONTHLY TUESDAY（2006年、FM PORT）
- XBOX360Presents do!do!do!東京ゲームショウ（2006年、ラジオ関西）
- アニたまどっとコム旅行代理店 さやかツアーズ（2007年、ラジオ関西）
- メロン・なじみのスパークリング☆KISS（2008年 - 2009年、アニメイトTV・マリン・エンタテインメント）
- 東京アニメセンターRADIOw（2009年 - 2010年、東京アニメセンター）

#### ラジオCD
- 声優志願の英雄志願（1997年）
- アキカン!メロン・なじみのスパークリング☆KISS（2009年6月24日）

### テレビ番組
- 開運 番占飯店（テレビ東京）
- 新ユゲデール物語（2006年、みみぃの声、びびん★の声）
- ブランニュー!（2008年3月2日）
- TBSテレビ・JNN50周年記念・歴史大河スペクタクル 唐招提寺1200年の謎〜天平を駆けぬけた男と女たち（しびちゃんの声、2009年11月3日）
- 全国声優オーディション こえたまごっ!（2010年、イメージキャラクターボイちゃんの声）

### テレビドラマ
- しゃばけ（2007年、家鳴の声）
- うそうそ（2008年、家鳴の声）

### その他コンテンツ
- GJ部 ガガガ文庫CM（皇紫音、天使恵、綺羅々・バーンシュタイン）
- Beeマンガ GTO（2012年、野村朋子）
- サウンドロップ 萌え -moe-（バンダイから発売されているガシャポンのおもちゃで、ボタンを押すと音声が再生される。8種類あるラインナップ全てを担当している。）

## ディスコグラフィ

### キャラクターソング
| 発売日         | 商品名                                                                                    | 歌                               | 楽曲 | 備考                                                  |
| -------------- | ----------------------------------------------------------------------------------------- | -------------------------------- | --- | ----------------------------------------------------- |
| 1997年6月25日  | 声優志願の英雄志願                                                                        | 成田紗矢香                       | 「17歳の秘密の場所」 |                                                       |
| 1998年2月20日  | ZEST CD BOOK Vol.3 フォトジェニック                                                       | 成田紗矢香、桂川千絵             | 「無人島にいこうよ」 | CDドラマ『ZEST CD BOOK Vol.3 フォトジェニック』       |
| 1998年11月21日 | ミルナの禁忌 サウンド・ストーリー                                                         | 川上とも子、成田紗矢香、桂川千絵 | 「ミルナの禁忌」 | CDドラマ『ミルナの禁忌』                              |
| 2002年8月23日  | 藍より青し 藍青劇盤 二 秋桜                                                               | 美幸繭（成田紗矢香）             | 「メープルリーフの誘惑」 | テレビアニメ『藍より青し』関連曲                      |
| 2004年2月25日  | 白倉由美作品集ベストセレクションシリーズVOL.4 声優ボーカル集                              | ロリータ℃（成田紗矢香）          | 「アイスクリームの呪い」 「最初で最後のラブストーリー」 「Super Strawberry Mint Chocolate」 「ジェリー・フィッシュ」 「ソラミミが、こぼれてる」 |                                                       |
| 2007年1月24日  | ぷるるんっ!しずくちゃん しずくの森の音楽会                                                |                                  | 「」 | テレビアニメ『ぷるるんっ!しずくちゃん』関連曲         |
| 2007年4月18日  | ぷるるんっ!しずくちゃん しずくの森の音楽会2 ソングコレクション しずくの森 ヒットパレード! |                                  | 「」 | テレビアニメ『ぷるるんっ!しずくちゃん』関連曲         |
| 2007年10月24日 | ぷるるんっ!しずくちゃん あはっ☆ ぷるおとファンタジー                                      |                                  | 「」 | テレビアニメ『ぷるるんっ!しずくちゃん あはっ☆』関連曲 |

### その他参加楽曲
| 発売日 | 商品名 | 歌 | 楽曲                                           | 備考 |
| ------ | ------ | --- | ---------------------------------------------- | ---- |
| 2000年 | 初月夜 | 成田紗矢香                                                                                                   | 「真綿の子供たち」                             |      |
| 2000年 | 初月夜 | 千葉千恵巳、成田紗矢香（chorus & 2nd verse vocal担当）                                                       | 「鎖と生きるお嬢様」                           |      |
| 2000年 | 初月夜 | 千葉千恵巳、金巻兼一（chorus担当）、成田紗矢香（chorus & scat担当）                                          | 「風舞人」 「夢の随意に」 「天使の絆」         |      |
| 2000年 | 初月夜 | 千葉千恵巳、成田紗矢香（chorus担当）                                                                         | 「水の中の憂鬱」 「夢のかけら」 「小さい旅人」 |      |
| 2000年 | 初月夜 | 千葉千恵巳、金巻兼一（chorus担当）、成田紗矢香（chorus担当）、nyan-nyan chorus担当：馬場南海絵・海友子・紅海 | 「ダキシメテ」                                 |      |

### シリーズ一覧
1. ↑  第1期（2002年）、第2期『〜縁〜』（2003年）
2. ↑  第1期（2005年）、第2期『それぞれの翼』（2006年）
3. ↑  第1期（2005年）、第2期『二籠』（2007年）
4. ↑  第1期（2006年 - 2010年）、第2期『銀魂’』（2011年 - 2012年）、第3期『銀魂ﾟ』（2015年）、第4期『銀魂.』（2018年）
5. ↑  第1期（2006年 - 2007年）、第2期『あはっ☆』（2007年 - 2008年）、第3期『ぴっちぴち♪しずくちゃん』（2012年 - 2013年）
6. ↑  第1期（2007年）、第2期『第弐幕』（2007年）
7. ↑  第1期（2008年）、第2期『しゅごキャラ!! どきっ』（2008年）、第3期『しゅごキャラ! パーティー！』（2009年 - 2010年）
8. ↑  第1期（2010年 - 2013年）、第2期（2014年 - 2015年）、続編『100年クエスト』（2024年）
9. ↑  第2シーズン『爆』（2010年）、第3シーズン『4D』（2011年）